# Stereo Mike
Mihalis Exarhos (Grieks: Μιχάλης Έξαρχος) (Piraeus, 1978), beter bekend onder zijn artiestennaam Stereo Mike, is een Grieks zanger.

## Biografie
Exarhos was van kindsbeen af geïnteresseerd in muziek. Op zijn achttiende trok hij naar Londen om zich te professionaliseren. Hij werd Bachelor of Music Technology aan de Universiteit van Leeds en Master on Sound Production aan de Universiteit van Westminster.
In 2011 won hij Ellinikós Telikós 2011, de Griekse voorronde voor het Eurovisiesongfestival. Samen met Loukas Giorkas bracht hij het nummer Watch my dance. Met dat nummer hebben ze Griekenland vertegenwoordigd op het Eurovisiesongfestival 2011 in Düsseldorf, Duitsland (zevende plaats).
1974: Marinella · 
1976: Mariza Koch · 
1977: Pascalis, Marianna, Robert & Bessy · 
1978: Tania Tsanaklidou · 
1979: Elpida · 
1980: Anna Vissi & Epikouri · 
1981: Yiannis Dimitras · 
1983: Kristi Stassinopoulou · 
1985: Takis Biniaris · 
1987: Bang · 
1988: Afroditi Frida · 
1989: Mariana Efstratiou · 
1990: Christos Callow & Wave · 
1991: Sophia Vossou · 
1992: Cleopatra · 
1993: Katerina Garbi · 
1994: Kostas Bigalis & The Sea Lovers · 
1995: Elina Konstantopoulou · 
1996: Mariana Efstratiou · 
1997: Marianna Zorba · 
1998: Thalassa · 
2001: Antique · 
2002: Michalis Rakintzis · 
2003: Mando · 
2004: Sakis Rouvas · 
2005: Elena Paparizou · 
2006: Anna Vissi · 
2007: Sarbel · 
2008: Kalomira · 
2009: Sakis Rouvas · 
2010: Giorgos Alkaios & Friends · 
2011: Loukas Giorkas feat. Stereo Mike · 
2012: Eleftheria Eleftheriou · 
2013: Koza Mostra feat. Agathonas Iakovidis · 
2014: Freaky Fortune feat. RiskyKidd · 
2015: Maria Elena Kiriakou · 
2016: Argo · 
2017: Demy · 
2018: Gianna Terzi · 
2019: Katerine Duska · 
2021: Stefania · 
2022: Amanda Tenfjord · 
2023: Victor Vernicos · 
2024: Marina Satti · 
2025: Klavdia
- Gemeinsame Normdatei: 1181454255
- International Standard Name Identifier: 0000 0003 7296 0740
- MusicBrainz: 3d6844f4-e31e-453c-a274-d4c3a8e8ecaa
- Virtual International Authority File: 3249155345595806430001
- WorldCat: E39PBJgd9Yd6bVT4mrTTgCjwG3